# Eresus pharaonis
Eresus pharaonis is een spinnensoort uit de familie van de fluweelspinnen (Eresidae).
De wetenschappelijke naam van de soort werd in 1837 gepubliceerd door Charles Athanase Walckenaer.